# Divize A 1982/1983
V soubojích 18. ročníku České divize A 1982/83 se utkalo 14 týmů dvoukolovým systémem podzim – jaro. Tento ročník začal v srpnu 1982 a skončil v červnu 1983.

## Nové týmy v sezoně 1982/83
Z 2. ligy – sk. A 1981/82 sestoupilo do Divize A mužstvo TJ ZVVZ Milevsko. Z krajských přeborů ročníku 1981/82 postoupilo vítězné mužstvo TJ Spartak Hořovice ze Středočeského krajského přeboru a TJ Jiskra Otavan Třeboň ze Jihočeského krajského přeboru.

## Výsledná tabulka
| Poř. | Tým                     | Z  | V  | R  | P  | VG | OG | B  |
| ---- | ----------------------- | -- | -- | -- | -- | -- | -- | -- |
| 1.   | VTJ Tábor "B"           | 26 | 18 | 6  | 2  | 50 | 20 | 42 |
| 2.   | TJ Rudá hvězda Sušice   | 26 | 17 | 6  | 3  | 59 | 22 | 40 |
| 3.   | TJ Lokomotiva Plzeň     | 26 | 14 | 6  | 6  | 57 | 35 | 34 |
| 4.   | TJ Okula Nýrsko         | 26 | 11 | 10 | 5  | 35 | 16 | 32 |
| 5.   | TJ ZVVZ Milevsko        | 26 | 10 | 7  | 9  | 51 | 37 | 27 |
| 6.   | TJ Spartak Hořovice     | 26 | 10 | 5  | 11 | 35 | 36 | 25 |
| 7.   | TJ Braník Pragoflora    | 26 | 11 | 3  | 12 | 29 | 43 | 25 |
| 8.   | TJ Jiskra Otavan Třeboň | 26 | 10 | 5  | 11 | 29 | 43 | 25 |
| 9.   | VTJ Písek               | 26 | 8  | 7  | 11 | 28 | 24 | 23 |
| 10.  | TJ VS Tábor             | 26 | 10 | 3  | 13 | 36 | 41 | 23 |
| 11.  | TJ ČZ Strakonice        | 26 | 8  | 7  | 11 | 29 | 46 | 23 |
| 12.  | TJ Tatran Prachatice    | 26 | 7  | 7  | 12 | 33 | 43 | 21 |
| 13.  | TJ Rudá hvězda Volary   | 26 | 5  | 4  | 17 | 35 | 57 | 14 |
| 14.  | TJ Fezko Strakonice     | 26 | 2  | 6  | 18 | 20 | 68 | 10 |

Poznámky:
- Z = Odehrané zápasy; V = Vítězství; R = Remízy; P = Prohry; VG = Vstřelené góly; OG = Obdržené góly; B = Body

|  | Postup do 3. ligy – sk. A 1983/84                |
|  | Sestup do příslušného oblastního přeboru 1983/84 |